# Andrena metallescens
Andrena metallescens är en biart som beskrevs av Cockerell 1906. Andrena metallescens ingår i släktet sandbin, och familjen grävbin. Inga underarter finns listade i Catalogue of Life.